# Geschützter Landschaftsbestandteil Krähengrund

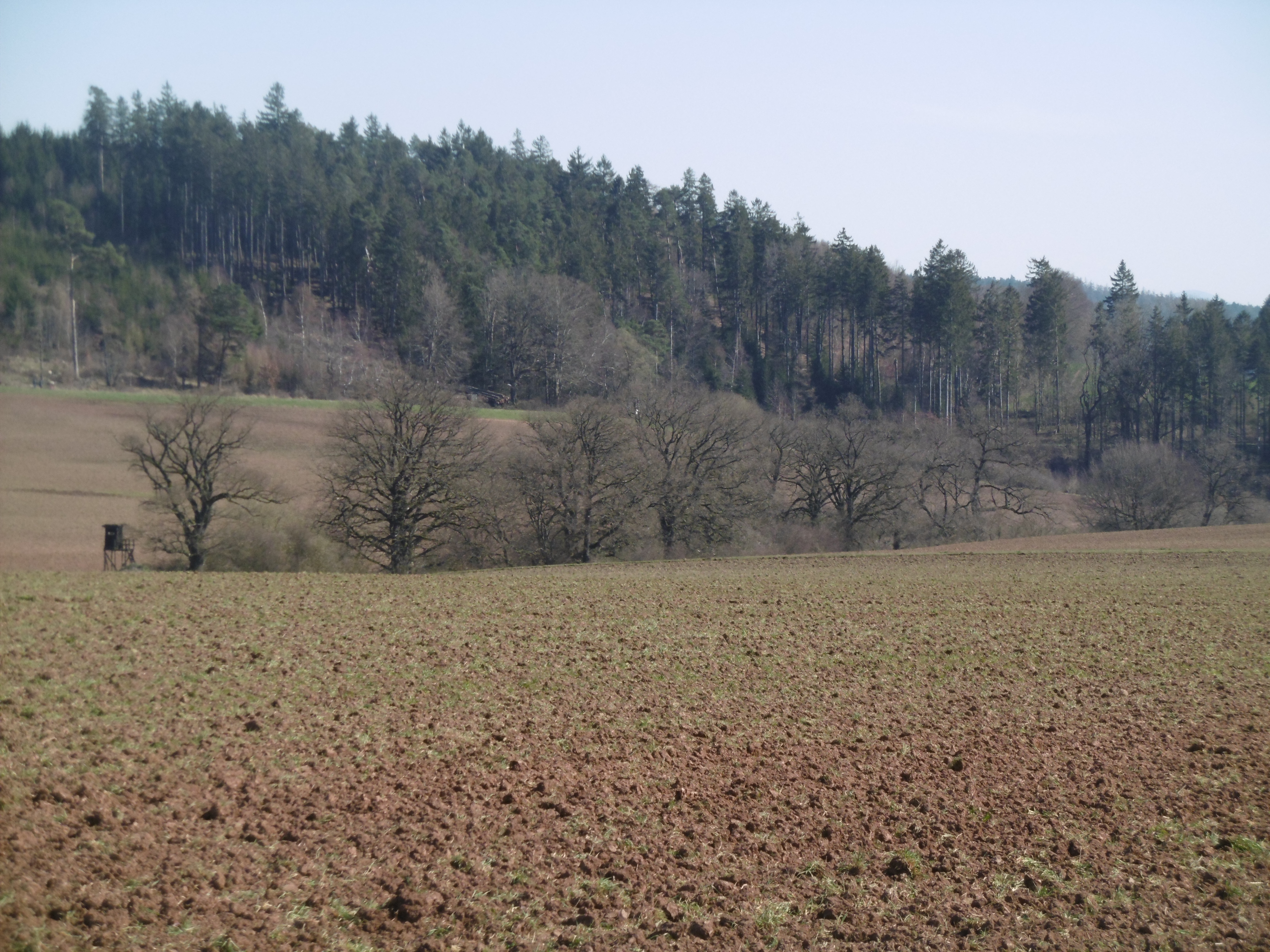
Geschützter Landschaftsbestandteil Doppelallee Westheim

Der Geschützte Landschaftsbestandteil Krähengrund mit einer Flächengröße von 1,35 ha liegt östlich von Oesdorf im Stadtgebiet von Marsberg. Das Gebiet wurde 2008 mit dem Landschaftsplan Marsberg durch den Kreistag des Hochsauerlandkreises als Geschützter Landschaftsbestandteil (LB) ausgewiesen. Der LB ist umgeben vom Landschaftsschutzgebiet Freiflächen bei Oesdorf / Westheim und Krähengrund.

## Beschreibung
Der Landschaftsplan führt zum LB aus: „Es handelt sich um ein fast Nord-Süd-verlaufendes Kerbtälchen in der großflächigen Ackerflur am Karolinenhof, das im Landschaftsbild vorrangig durch eine Reihe aus 17 alten, tief beasteten Eichen auf der westlichen Böschung auffällt. Sie sind z. T. dicht mit Flechten bewachsen; zwischen ihnen hat sich stellenweise eine ausgeprägte Strauchvegetation entwickelt. Die westexponierte linksseitige Böschung wird weitgehend von einer Heidefläche eingenommen; ganz im Süden ist eine Feuchtbrache ausgebildet. Das Gebiet weist eine kleinräumige Vernetzung verschiedener Biotoptypen auf und ist in seiner Gesamtheit schützenswert. Ähnlich dem Geschützter Landschaftsbestandteil Henzengraben ist es sowohl für das Landschaftsbild als auch in seinen ökologischen Funktionen als hervorragendes Strukturelement in der umgebenden Ackerflur von Bedeutung.“

## Schutzzweck
Die Ausweisung als LB erfolgte:
- Zur Erhaltung, Entwicklung oder Wiederherstellung der Leistungs- und Funktionsfähigkeit des Naturhaushaltes
- Zur Belebung, Gliederung oder Pflege des Orts- und Landschaftsbildes
- Zur Abwehr schädlicher Einwirkungen

Der LB stellt, wie die anderen LBs im Landschaftsplangebiet, einen herausragenden Lebensraum für die ökologischen Leistungsfähigkeit des Naturhaushaltes dar. Dient ferner als landschaftsgliederndes und -belebendes Element. Die Ausweisung dient der Abwehr realer oder potenzieller schädlicher Einwirkungen durch Pflanzenentnahme, Relief- oder Gewässerveränderungen usw.